# Michele Lega
Michele Lega (Brisighella, 1º gennaio 1860 – Roma, 16 dicembre 1935) è stato un cardinale e vescovo cattolico italiano.

## Biografia
Nacque a Brisighella il 1º gennaio 1860. Ebbe importanti incarichi nella Rota romana.
Papa Pio X lo elevò al rango di cardinale nel concistoro del 25 maggio 1914 e fino alla creazione del cardinale Alessio Ascalesi (4 dicembre 1916), ad opera di Benedetto XV, fu il porporato italiano più giovane.
Partecipò al conclave del 1914 che elesse Benedetto XV e al conclave del 1922 che elesse Pio XI.
Fu assistente e protettore della Società antischiavista italiana.
Morì il 16 dicembre 1935 all'età di quasi 76 anni.
Suo nipote fu Giacomo Dal Monte Casoni (1891-1968), deputato imolese della Democrazia Cristiana.

## Genealogia episcopale
La genealogia episcopale è:
- Cardinale Scipione Rebiba
- Cardinale Giulio Antonio Santori
- Cardinale Girolamo Bernerio, O.P.
- Vescovo Claudio Rangoni
- Arcivescovo Wawrzyniec Gembicki
- Arcivescovo Jan Wężyk
- Vescovo Piotr Gembicki
- Vescovo Jan Gembicki
- Vescovo Bonawentura Madaliński
- Vescovo Jan Małachowski
- Arcivescovo Stanisław Szembek
- Vescovo Felicjan Konstanty Szaniawski
- Vescovo Andrzej Stanisław Załuski
- Arcivescovo Adam Ignacy Komorowski
- Arcivescovo Władysław Aleksander Łubieński
- Vescovo Andrzej Stanisław Młodziejowski
- Arcivescovo Kasper Kazimierz Cieciszowski
- Vescovo Franciszek Borgiasz Mackiewicz
- Vescovo Michał Piwnicki
- Arcivescovo Ignacy Ludwik Pawłowski
- Arcivescovo Kazimierz Roch Dmochowski
- Arcivescovo Wacław Żyliński
- Vescovo Aleksander Kazimierz Bereśniewicz
- Arcivescovo Szymon Marcin Kozłowski
- Vescovo Mečislovas Leonardas Paliulionis
- Arcivescovo Bolesław Hieronim Kłopotowski
- Arcivescovo Jerzy Józef Elizeusz Szembek
- Vescovo Stanisław Kazimierz Zdzitowiecki
- Cardinale Aleksander Kakowski
- Papa Pio XI
- Cardinale Michele Lega